# FA Cup 1997/98
Der FA Cup 1997/98 war die 117. Austragung des weltweit ältesten Fußballpokalturniers; The Football Association Challenge Cup, oder kurz FA Cup. Der Pokalwettbewerb endete mit dem Finale im Wembley-Stadion am 16. Mai 1998. Der Sieger dieser Austragung war der FC Arsenal.

## Kalender
| Runde                              | Datum              |
| ---------------------------------- | ------------------ |
| Vorrunde                           | 30. August 1997    |
| Erste Qualifikationsrunde          | 13. September 1997 |
| Zweite Qualifikationsrunde         | 27. September 1997 |
| Dritte Qualifikationsrunde         | 11. Oktober 1997   |
| Vierte Qualifikationsrunde         | 25. Oktober 1997   |
| Erste Hauptrunde                   | 15. November 1997  |
| Zweite Hauptrunde                  | 6. Dezember 1997   |
| Dritte Hauptrunde                  | 3. Januar 1998     |
| Vierte Hauptrunde                  | 24. Januar 1998    |
| Fünfte Hauptrunde                  | 14. Februar 1998   |
| Sechste Hauptrunde (Viertelfinale) | 7. März 1998       |
| Halbfinale                         | 5. April 1998      |
| Finale                             | 16. Mai 1998       |

## Modus
Kompletter Überblick bei: FA Cup
Der FA Cup wird in Runden ausgespielt. Teilnehmen kann jede Mannschaft, die ein bestimmtes Leistungsniveau hat und ein angemessenes Spielfeld besitzt. Gespielt wird i. d. R. nur mit einem Hinspiel. Bei Unentschieden findet ein Rückspiel statt. Endet das Rückspiel ebenfalls unentschieden geht das Spiel in Verlängerung bzw. Elfmeterschießen. Jeder Sieger erhält eine Prämie aus den Fernsehgeldern, die nach Runde gestaffelt ist.

## Hauptrunde

### Erste Hauptrunde
Die Spiele wurden zwischen dem 14. und 16. November 1997 ausgetragen. Die Wiederholungsspiele fanden vom 24. bis 26. November 1997 statt.
|                     | Ergebnis |                        |
| ------------------- | -------- | ---------------------- |
| FC Blackpool        | 4:3      | Blyth Spartans         |
| Chester City        | 2:1      | Winsford United        |
| FC Chesterfield     | 1:0      | Northwich Victoria     |
| FC Darlington       | 1:1      | Solihull Borough       |
| AFC Bournemouth     | 3:0      | Heybridge Swifts       |
| FC Barnet           | 1:2      | FC Watford             |
| Bristol City        | 1:0      | FC Millwall            |
| Preston North End   | 3:2      | Doncaster Rovers       |
| AFC Rochdale        | 0:2      | AFC Wrexham            |
| FC Walsall          | 2:0      | Lincoln United         |
| FC Woking           | 0:2      | Southend United        |
| Notts County        | 2:0      | FC Colwyn Bay          |
| Lincoln City        | 1:1      | Gainsborough Trinity   |
| Luton Town          | 0:1      | Torquay United         |
| Shrewsbury Town     | 1:1      | Grimsby Town           |
| Wycombe Wanderers   | 2:2      | Basingstoke Town       |
| FC Brentford        | 2:2      | Colchester United      |
| Bristol Rovers      | 2:2      | FC Gillingham          |
| FC King’s Lynn      | 2:1      | Bromsgrove Rovers      |
| Plymouth Argyle     | 0:0      | Cambridge United       |
| Hull City           | 0:2      | Hednesford Town        |
| Carlisle United     | 0:1      | Wigan Athletic         |
| Oldham Athletic     | 1:1      | Mansfield Town         |
| Exeter City         | 1:1      | Northampton Town       |
| Scunthorpe United   | 2:1      | FC Scarborough         |
| FC Margate          | 1:2      | FC Fulham              |
| Cheltenham Town     | 2:1      | Tiverton Town          |
| FC Southport        | 0:4      | York City              |
| FC Morecambe        | 1:1      | FC Emley               |
| Carshalton Athletic | 0:0      | Stevenage Borough      |
| Hereford United     | 2:1      | Brighton & Hove Albion |
| Rotherham United    | 3:3      | FC Burnley             |
| FC Hayes            | 0:1      | FC Boreham Wood        |
| FC Hendon           | 2:2      | Leyton Orient          |
| Ilkeston Town       | 2:1      | Boston United          |
| Slough Town         | 1:1      | Cardiff City           |
| Swansea City        | 1:4      | Peterborough United    |
| Farnborough Town    | 0:1      | Dagenham & Redbridge   |
| Hartlepool United   | 2:4      | Macclesfield Town      |
| Billericay Town     | 2:3      | Wisbech Town           |

Wiederholungsspiele
|                      | Ergebnis        |                     |
| -------------------- | --------------- | ------------------- |
| Solihull Borough     | 3:3 (2:4 i. E.) | FC Darlington       |
| Gainsborough Trinity | 2:3             | Lincoln City        |
| Grimsby Town         | 4:0             | Shrewsbury Town     |
| Basingstoke Town     | 2:2 (5:4 i. E.) | Wycombe Wanderers   |
| Colchester United    | 0:0 (4:2 i. E.) | FC Brentford        |
| FC Gillingham        | 0:2             | Bristol Rovers      |
| Cambridge United     | 3:2             | Plymouth Argyle     |
| Mansfield Town       | 0:1             | Oldham Athletic     |
| Northampton Town     | 2:1             | Exeter City         |
| FC Emley             | 3:3 (3:1 i. E.) | FC Morecambe        |
| Stevenage Borough    | 5:0             | Carshalton Athletic |
| FC Burnley           | 0:3             | Rotherham United    |
| Leyton Orient        | 0:1             | FC Hendon           |
| Cardiff City         | 3:2             | Slough Town         |

### Zweite Hauptrunde
Die Spiele wurden zwischen dem 5. bis 7. Dezember 1997 ausgetragen. Die Wiederholungsspiele folgten vom 15. bis 17. Dezember des Jahres.
|                     | Ergebnis |                      |
| ------------------- | -------- | -------------------- |
| Chester City        | 0:2      | AFC Wrexham          |
| AFC Bournemouth     | 3:1      | Bristol City         |
| Preston North End   | 2:2      | Notts County         |
| Wisbech Town        | 0:2      | Bristol Rovers       |
| Grimsby Town        | 2:2      | FC Chesterfield      |
| Macclesfield Town   | 0:7      | FC Walsall           |
| Lincoln City        | 2:2      | FC Emley             |
| Hednesford Town     | 0:1      | FC Darlington        |
| FC Fulham           | 1:0      | Southend United      |
| Northampton Town    | 1:1      | Basingstoke Town     |
| Oldham Athletic     | 2:1      | FC Blackpool         |
| Scunthorpe United   | 1:1      | Ilkeston Town        |
| Cardiff City        | 3:1      | FC Hendon            |
| Cheltenham Town     | 1:1      | FC Boreham Wood      |
| Torquay United      | 1:1      | FC Watford           |
| Rotherham United    | 6:0      | FC King’s Lynn       |
| Wigan Athletic      | 2:1      | York City            |
| Peterborough United | 3:2      | Dagenham & Redbridge |
| Colchester United   | 1:1      | Hereford United      |
| Cambridge United    | 1:1      | Stevenage Borough    |

Wiederholungsspiele
|                   | Ergebnis        |                   |
| ----------------- | --------------- | ----------------- |
| Notts County      | 1:2             | Preston North End |
| FC Chesterfield   | 0:2             | Grimsby Town      |
| FC Emley          | 3:3 (4:3 i. E.) | Lincoln City      |
| Basingstoke Town  | 0:0 (3:4 i. E.) | Northampton Town  |
| Ilkeston Town     | 1:2             | Scunthorpe United |
| FC Boreham Wood   | 0:2             | Cheltenham Town   |
| FC Watford        | 2:1             | Torquay United    |
| Hereford United   | 1:1 (4:5 i. E.) | Colchester United |
| Stevenage Borough | 2:1             | Cambridge United  |

### Dritte Hauptrunde
Die Spiele wurden am 3. bis 5. Januar 1998 absolviert. Nötige Wiederholungsspiele wurden für den 13. bis 20. Januar angesetzt.
|                      | Ergebnis |                      |
| -------------------- | -------- | -------------------- |
| FC Darlington        | 0:4      | West Bromwich Albion |
| AFC Bournemouth      | 0:1      | Huddersfield Town    |
| FC Liverpool         | 1:3      | Coventry City        |
| Preston North End    | 1:2      | Stockport County     |
| FC Watford           | 1:1      | Sheffield Wednesday  |
| Leicester City       | 4:0      | Northampton Town     |
| Blackburn Rovers     | 4:2      | Wigan Athletic       |
| Grimsby Town         | 3:0      | Norwich City         |
| Crewe Alexandra      | 1:2      | Birmingham City      |
| West Bromwich Albion | 3:1      | Stoke City           |
| Derby County         | 2:0      | FC Southampton       |
| FC Everton           | 0:1      | Newcastle United     |
| Swindon Town         | 1:2      | Stevenage Borough    |
| Sheffield United     | 1:1      | FC Bury              |
| Tottenham Hotspur    | 3:1      | FC Fulham            |
| Manchester City      | 2:0      | Bradford City        |
| Queens Park Rangers  | 2:2      | FC Middlesbrough     |
| FC Barnsley          | 1:0      | Bolton Wanderers     |
| Bristol Rovers       | 1:1      | Ipswich Town         |
| FC Portsmouth        | 2:2      | Aston Villa          |
| West Ham United      | 2:1      | FC Emley             |
| Crystal Palace       | 2:0      | Scunthorpe United    |
| FC Chelsea           | 3:5      | Manchester United    |
| FC Wimbledon         | 0:0      | AFC Wrexham          |
| Cardiff City         | 1:0      | Oldham Athletic      |
| Charlton Athletic    | 4:1      | Nottingham Forest    |
| FC Arsenal           | 0:0      | Port Vale            |
| Cheltenham Town      | 1:1      | FC Reading           |
| Leeds United         | 4:0      | Oxford United        |
| Hereford United      | 0:3      | Tranmere Rovers      |
| Rotherham United     | 1:5      | AFC Sunderland       |
| Peterborough United  | 0:2      | FC Walsall           |

Wiederholungsspiele
|                     | Ergebnis        |                     |
| ------------------- | --------------- | ------------------- |
| Sheffield Wednesday | 0:0 (5:3 i. E.) | FC Watford          |
| FC Bury             | 1:2             | Sheffield United    |
| FC Middlesbrough    | 2:0             | Queens Park Rangers |
| Ipswich Town        | 1:0             | Bristol Rovers      |
| Aston Villa         | 1:0             | FC Portsmouth       |
| Swansea City        | 1:0             | West Ham United     |
| AFC Wrexham         | 2:3             | FC Wimbledon        |
| Port Vale           | 1:1 (3:4 i. E.) | FC Arsenal          |
| FC Reading          | 2:1             | Cheltenham Town     |

### Vierte Hauptrunde
Die Spiele fanden am 24. und 26. Januar 1998 statt. Die erforderlichen Wiederholungsspiele wurden am 3. und 4. Februar ausgetragen.
|                     | Ergebnis |                         |
| ------------------- | -------- | ----------------------- |
| Aston Villa         | 4:0      | West Bromwich Albion    |
| Sheffield Wednesday | 0:3      | Blackburn Rovers        |
| FC Middlesbrough    | 1:2      | FC Arsenal              |
| Ipswich Town        | 1:1      | Sheffield United        |
| Tranmere Rovers     | 1:0      | AFC Sunderland          |
| Tottenham Hotspur   | 1:1      | FC Barnsley             |
| Manchester City     | 1:2      | West Ham United         |
| Coventry City       | 2:0      | Derby County            |
| Manchester United   | 5:1      | FC Walsall              |
| Crystal Palace      | 3:0      | Leicester City          |
| Huddersfield Town   | 0:1      | FC Wimbledon            |
| Cardiff City        | 1:1      | FC Reading              |
| Charlton Athletic   | 1:1      | Wolverhampton Wanderers |
| Leeds United        | 2:0      | Grimsby Town            |
| Birmingham City     | 2:1      | Stockport County        |
| Stevenage Borough   | 1:1      | Newcastle United        |

Wiederholungsspiele
|                         | Ergebnis        |                   |
| ----------------------- | --------------- | ----------------- |
| Sheffield United        | 1:0             | Ipswich Town      |
| FC Barnsley             | 3:1             | Tottenham Hotspur |
| FC Reading              | 1:1 (4:3 i. E.) | Cardiff City      |
| Wolverhampton Wanderers | 3:0             | Charlton Athletic |
| Newcastle United        | 2:1             | Stevenage Borough |

### Fünfte Hauptrunde
Die Begegnungen wurden am 13. bis 15. Februar 1998 ausgetragen. Die Wiederholungsspiele fanden am 25. Februar statt.
|                   | Ergebnis |                         |
| ----------------- | -------- | ----------------------- |
| Aston Villa       | 0:1      | Coventry City           |
| Sheffield United  | 1:0      | FC Reading              |
| Newcastle United  | 1:0      | Tranmere Rovers         |
| West Ham United   | 2:2      | Blackburn Rovers        |
| Manchester United | 1:1      | FC Barnsley             |
| FC Wimbledon      | 1:1      | Wolverhampton Wanderers |
| FC Arsenal        | 0:0      | Crystal Palace          |
| Leeds United      | 3:2      | Birmingham City         |

Wiederholungsspiele
|                         | Ergebnis        |                   |
| ----------------------- | --------------- | ----------------- |
| Blackburn Rovers        | 1:1 (4:5 i. E.) | West Ham United   |
| FC Barnsley             | 3:2             | Manchester United |
| Wolverhampton Wanderers | 2:1             | FC Wimbledon      |
| Crystal Palace          | 1:2             | FC Arsenal        |

## Sechste Hauptrunde
Die Spiele fanden am 7. und 8. März 1998 statt. Das Wiederholungsspiel wurde für den 17. März angesetzt.
|                  | Ergebnis |                         | Zuschauer |
| ---------------- | -------- | ----------------------- | --------- |
| Newcastle United | 3:1      | FC Barnsley             | 36.695    |
| Coventry City    | 1:1      | Sheffield United        | 23.084    |
| Leeds United     | 0:1      | Wolverhampton Wanderers | 27.743    |
| FC Arsenal       | 1:1      | West Ham United         | 38.077    |

Wiederholungsspiele
|                  | Ergebnis        |               | Zuschauer |
| ---------------- | --------------- | ------------- | --------- |
| Sheffield United | 1:1 (3:1 i. E.) | Coventry City | 29.034    |
| West Ham United  | 1:1 (3:4 i. E.) | FC Arsenal    | 35.519    |

## Halbfinale
Die Spiele wurden am 5. und 6.  April 1998 ausgetragen. Als Austragungsort diente der Villa Park in Birmingham für das Spiel Wolverhampton gegen Arsenal. Newcastle und Sheffield United trafen im Old Trafford in Manchester aufeinander.
|                         | Ergebnis |                  | Zuschauer |
| ----------------------- | -------- | ---------------- | --------- |
| Wolverhampton Wanderers | 0:1      | FC Arsenal       | 39.372    |
| Newcastle United        | 1:0      | Sheffield United | 53.452    |

## Finale
| FC Arsenal                                                          | FC Arsenal | Newcastle United | Newcastle United | Aufstellung                                   |
| ------------------------------------------------------------------- | --- | --- | ---------------- | --------------------------------------------- |
| FC Arsenal                                                          | \| Samstag, 16. Mai 1998 um 15:00 Uhr WESZ in London (Wembley-Stadion) \| \| Ergebnis: 2:0 (1:0) \| \| Zuschauer: 79.183 \| \| Schiedsrichter: Paul Durkin \| \| Spielbericht \|                                                 | \| Samstag, 16. Mai 1998 um 15:00 Uhr WESZ in London (Wembley-Stadion) \| \| Ergebnis: 2:0 (1:0) \| \| Zuschauer: 79.183 \| \| Schiedsrichter: Paul Durkin \| \| Spielbericht \|                                                                                   | Newcastle United | Aufstellung FC Arsenal gegen Newcastle United |
| FC Arsenal                                                          | David Seaman – Lee Dixon, Tony Adams , Martin Keown, Nigel Winterburn – Ray Parlour, Patrick Vieira, Emmanuel Petit, Marc Overmars – Christopher Wreh (62. David Platt), Nicolas Anelka Cheftrainer: Arsène Wenger ( Frankreich) | Shay Given – Warren Barton (76. Steve Watson), Steve Howey, Nikos Dabizas, Stuart Pearce (73. Andreas Andersson) – Rob Lee , David Batty, Gary Speed, Alessandro Pistone – Temur Kezbaia (86. John Barnes), Alan Shearer Cheftrainer: Kenny Dalglish ( Schottland) | Newcastle United | Aufstellung FC Arsenal gegen Newcastle United |
| FC Arsenal                                                          | 1:0 Marc Overmars (23.) 2:0 Nicolas Anelka (69.) | | Newcastle United | Aufstellung FC Arsenal gegen Newcastle United |
| FC Arsenal                                                          | Nigel Winterburn | Warren Barton, Steve Howey, Nikos Dabizas, Alan Shearer | Newcastle United | Aufstellung FC Arsenal gegen Newcastle United |
| Samstag, 16. Mai 1998 um 15:00 Uhr WESZ in London (Wembley-Stadion) | | |                  |                                               |
| Ergebnis: 2:0 (1:0)                                                 | | |                  |                                               |
| Zuschauer: 79.183                                                   | | |                  |                                               |
| Schiedsrichter: Paul Durkin                                         | | |                  |                                               |
| Spielbericht                                                        | | |                  |                                               |